# Amblyopone gingivalis
Amblyopone gingivalis es una especie de hormiga del género Amblyopone, familia Formicidae. Fue descrita científicamente por Brown en 1960.
Se distribuye por Australia. Se ha encontrado a elevaciones de hasta 305 metros. Vive en microhábitats como rocas y piedras. También se sabe que habita en selvas tropicales.